# 奈良県立大学
奈良県立大学（ならけんりつだいがく、英語: Nara Prefectural University）は、日本の公立大学。奈良市に本部を置く。略称は「県大」または「なけん」。開学記念日は4月30日であり、その日に行われる講義は休講になることが多い。

## 概観

### 大学全体
1学年の定員は約150人。地域創造学部地域創造学科のみが設置されている。単科大学である。
令和7年度から奈良県立大学附属高等学校の進学コースの生徒約50人が編入し、1学年の定員が約200人になる見込み。
人文科学、社会科学の領域を中心に学際的な学問を学ぶことができる。学ぶことができる学問に対して専任教員が1~3名配置されている。夜間短期大学の開学に設置されていた商学・経営学や以前のカリキュラムで設置されていた観光学は今も手厚く教員が配置されている。文系科目のほぼすべてをカバーしており、経済学、経営学、マーケティング、心理学、歴史学、地理学、芸術学、観光学、文学、言語学、政治学、行政法学、データサイエンス、天文学が専門の教員が配置されている（令和6年4月現在）。複合領域などの分野を学ぶことができ、4年間ゼミに所属する。
建学の精神を、「奈良の再発見を通して日本と世界に貢献する」と定めている。

## 沿革

### 年表
- 1953年（昭和28年） - 奈良県立短期大学（夜間部）が開学
- 1990年（平成2年） - 4年制大学に昇格し奈良県立商科大学が開学、商学部商学科（夜間部のみ）を設置
- 1996年 - 商学科に商学コースと国際観光経営コースを開設
- 2001年 - 奈良県立大学に改称。商学部を改組し、地域経済学科と観光経営学科からなる地域創造学部を設置
- 2007年 - 夜間部から昼間部へ移行。地域経済学科を地域総合学科へ改組、観光経営学科を観光学科へ改組
- 2014年 - 地域総合学科と観光学科を統合し、地域創造学科を設置。新学習プログラム「学習コモンズ制度」を導入(現在は形式上廃止されている)
- 2015年 - 公立大学法人奈良県立大学の設立に伴い、公立大学法人に移行
- 2022年（令和4年） - 奈良県立大学附属高等学校開校（旧奈良県立西の京高等学校の校地に併設）

## 基礎データ

### 所在地
- 奈良県奈良市船橋町10番地

### シンボルマーク
絹谷幸二が制作。シルクロード経由で伝わったとされる唐草模様のイメージや、奈良の枕詞「青丹よし」に因んだ青丹の色彩などが採り入れられている。

## 教育および研究

### 組織

#### 学部・学科
コモンズが4つに分かれているものの、現行のカリキュラムではコモンズや学問系統を横断的に学ぶことができる。(令和6年4月現在)
- 地域創造学部
  - 地域創造学科
    - 観光創造コモンズ
    - 都市文化コモンズ
    - コミュニティデザインコモンズ
    - 地域経済コモンズ

#### 附属機関
下記の附属機関がある。
- 附属図書館
- 地域交流室
- 国際交流室
- キャリア・サポート室
- ユーラシア研究センター
- 地域創造研究センター

## カリキュラム[5]
奈良県立大学地域創造学部地域創造学科のカリキュラムとして以下の内容が設定されている。

### リベラルアーツ
様々な学問の基礎を学び、自己と世界との関わりを見つめ直しながら自分の関心を探る。
生きていく上で不可欠な教養を身につける。
「リベラルアーツ」とは、古代ギリシャに由来する「人間を自由にする学問」。「リベラルアーツ」の理念に基づきつつ、自己と世界との関わりを見つめ直し、自身の関心を探るための多彩な科目を開講。リベラルアーツは全学年が履修可能で、一人ひとりの学びの関心や進捗に応じて、学びたい時に、自由に選択して学ぶことができる。
具体的には、「哲学」「歴史」「政治学」「心理学」など学問の基礎を学ぶ科目、「環境と社会」「科学技術と社会」など現代社会の重要課題を領域横断的に学ぶことで現代的教養を身につける科目、コンピュータ・リテラシーなどの実践基礎科目やキャリアデザイン科目、奈良と関わりの深い学内外の有識者による教養講義科目などを開講している。
| 学問基礎     | 哲学 文学 歴史 社会学 文化人類学 社会心理学 心理学 数学 政治学 法学 マクロ経済学 ミクロ経済学 経営学 財政学 国際関係論 |
| 現代社会教養 | 環境と社会 科学技術と社会 農業と社会 憲法と社ンピュータ・リテラシー                                                    |
| 奈良を学ぶ   | 奈良文化コンテンツ論 奈良文化イメージ論 奈良の文化 奈良と建築 奈良と仏像 やまとまほろば学 奈良の歴史と文化             |

## 語学科目
異なる言語・文化を理解するための知識と感性を身につける。1・2年次で履修する「必修英語1，2」のほか、英語に対して幅広いアプローチができる「選択英語」を開講している。読む、書く、聞く、話すという4技能の中で苦手な分野にチャレンジしたり、得意なことをどんどん伸ばすことができる。また、留学や就職などを見据えて、プレゼンテーション、時事英語、異文化理解、TOEIC対策などの科目を履修することができる。これらの科目を通して、英語を運用する際に必要な世界に関する知識や、異なる言語・文化の他者を理解する感性なども身につけることができる。また、英語以外の言語も学びたい場合は、中国語、韓国語を学ぶことが可能。
| | 1年次配当 | 2年次配当 |
| 4技能 （読む、書く、聞く、話す） の向上を目指す 必修科目：4単位                                        | 必修英語1 | 必修英語2 |
| 自分の目的に合った 語学学習をする 選択必修科目：4単位 ※右の語学科目から 選択のうえ、 4単位の修得が必要 | 選択英語 1（TOEIC対策） 2（TOEFL対策） 3（ライティング） 4（リスニングスピーキング） 5（時事英語） 6（異文化理解） 7（英語プレゼンテーション） 8（英語多読） 9（英語コミュニケーション） | 選択英語 1（TOEIC対策） 2（TOEFL対策） 3（ライティング） 4（リスニングスピーキング） 5（時事英語） 6（異文化理解） 7（英語プレゼンテーション） 8（英語多読） 9（英語コミュニケーション） |
| 自分の目的に合った 語学学習をする 選択必修科目：4単位 ※右の語学科目から 選択のうえ、 4単位の修得が必要 | 中国語I,II,III,IV | 中国語V,VI,VII,VIII |
| 自分の目的に合った 語学学習をする 選択必修科目：4単位 ※右の語学科目から 選択のうえ、 4単位の修得が必要 | 韓国語I,II,V,VI | 韓国語III,IV,VII,VIII |

授業での語学学習とあわせて、英語プレゼンテーションコンテストの開催など、様々な取り組みで語学力の向上をサポートしている。

## 学生生活

### 部活動
2024年（令和6年）4月1日現在、25以上の部・同好会・サークル・委員会が存在する。加入部員数は年度により、大きく変動する。

#### 体育会系
| No | 団 体 名 称                | 活動内容         | 部員数 |
| -- | -------------------------- | ---------------- | ------ |
| 1  | 奈良県立大学ソフトボール部 | ソフトボール     | 11     |
| 2  | サッカー部                 | サッカー         | 6      |
| 3  | 奈良県立大学フットサル部   | フットサル       | 46     |
| 4  | バレーボール部             | バレーボール     | 42     |
| 5  | バスケットボール部         | バスケットボール | 27     |
| 6  | バドミントン部             | バドミントン     | 20     |
| 7  | 軟式野球部                 | 軟式野球         | 12     |
| 8  | ソフトテニス部             | ソフトテニス     | 7      |
| 9  | Fun9style                  | ダンス           | 15     |
| 10 | アイドルダンスサークル     | ダンス           | 10     |
| 11 | 弓道部                     | 弓道             | 6      |
| 12 | 県大フレスコボール同好会   | フレスコボール   | 5      |
| 13 | 陸上競技部                 | 陸上競技         | 6      |

#### 文化系
| No | 団 体 名 称              | 活動内容                               | 部員数 |
| -- | ------------------------ | -------------------------------------- | ------ |
| 14 | 芝居同好会○スイ          | 演劇                                   | 4      |
| 15 | そうじ同好会Jibu         | 清掃活動                               | 10     |
| 16 | 茶道部                   | 茶道                                   | 6      |
| 17 | 軽音楽部                 | 音楽                                   | 54     |
| 18 | クリエイティ部           | 創作活動                               | 10     |
| 19 | 奈良ンてぃあ             | ボランティア活動                       | 56     |
| 20 | NALUSH                   | 奈良の観光振興のためのフィールドワーク | 5      |
| 21 | 写真部                   | 写真撮影                               | 8      |
| 22 | ボードゲーム同好会       | ボードゲーム                           | 24     |
| 23 | スマブラ同好会           | スマブラの対戦                         | 4      |
| 24 | mezo-forte(ピアノ同好会) | ピアノ演奏                             | 6      |
| 25 | 佐保川研究会             | 佐保川の研究および地域の発展           | 5      |
| 26 | People's Club            | 学内のエンターテイメント創造           | 7      |

また、委員会として以下の委員会がある。
- 秋華祭実行委員会
- 学生会執行委員会
- 生協学生委員会

軟式野球部は、2009年に行われた第4回奈良県学生軟式野球連盟春季リーグ戦において初優勝を果たし、第33回全日本学生軟式野球選手権大会への初出場を決めた。

## 大学関係者と組織

### 大学関係者組織
- 奈良県立大学同窓会（奈良県立大学同窓会Web）

### 大学関係者一覧

#### 主な教員
- 北岡伸一 - 理事長
- 尾久土正己 - 学長
- 伊藤忠通 - 元学長・副理事長
- 安村克己 - 元教授（現在追手門学院大学教授）
- 南眞二 - 元助教授
- 森本晃司 (政治家) - 元客員教授
- 西尾美也- 元准教授

奈良県立商科大学時代
- 勝田吉太郎 - 学長
- 三島康雄 (経営史学者) - 学長
- 槇村久子 - 教授

旧・奈良県立短期大学
- 栗本慎一郎 - 助教授

#### 主な出身者
- 坂口愛（元ボートレーサー）
- 小林加奈恵[7]（NHK契約アナウンサー）

## 施設

### キャンパス
- 交通アクセス：
  - 近鉄奈良駅より徒歩15分
  - JR奈良駅より徒歩10分
  - 奈良交通バス「油阪船橋商店街」より徒歩5分
- 本館 - 教員研究室、ユーラシア研究センター、医務室
- 地域交流棟 - 学長室、事務局長室、総務課、教務・学生課、地域交流室、国際交流室、キャリア・サポート室、研修室、ラーニングコモンズ ※2015年5月に新設
- 1号館 - 大講義室、普通教室、学生食堂(1階)
- 2号館 - 学生自習室、クラブ室、学生食堂（厨房・購買） 食堂ホールは2023年10月に改装され、天童木工の椅子や机、植栽が増設された。
- 3号館 - 多目的ホール、コンピュータールーム、準備室兼セミナー室、会議室
- コモンズ棟 - 普通教室、小教室(3階、ゼミで使用)、オープンスペース(2階)、小規模スペース(1階)、学生自習スペース、クラブ室、委員会室、学生用ロッカー ※2020年8月に新設
- 附属図書館 - 館長室、事務室、AVルーム、閲覧室、書庫（収蔵能力10万冊） 地上2階、地下2階の4層構造
- 体育館 - 男女更衣室、男女シャワー室、倉庫
- クラブハウス棟 - クラブ室、倉庫　※2023年5月に新設

## 対外関係

### 他大学との協定
台湾
- 開南大学

 中国
- 上海師範大学

 韓国
- 京畿大学校

 ベトナム
- フンブン大学

 日本
- 宮城大学

 アメリカ合衆国
- テキサスA&M大学 (キングスビル校)
- ワシントン大学
- ワットコム・コミュニティーカレッジ
- カピオラニ・コミュニティーカレッジ
- サンディエゴ州立大学
- ポートランド州立大学

 カナダ
- ビクトリア大学 (イングリッシュランゲージセンター)

 オーストラリア
- サザンクロス大学
- ウェスタンシドニー大学

 イギリス
- オックスフォード大学 (ハートフォードカレッジ)

### 国内単位互換制度を結んでいる大学
奈良県内での県内単位互換制度(半年単位)
- 帝塚山大学
- 奈良大学
- 天理大学
- 奈良教育大学
- 奈良学園大学
- 奈良女子大学
- 奈良県立医科大学
- 奈良佐保短期大学

奈良県外での単位互換制度(半年単位)
- 名桜大学
- 東海大学(※国際文化学部)
- 福井大学(※国際地域学部)

### 地域との連携協定
- 奈良市
- 一般財団法人奈良県ビジターズビューロー
- 十津川村
- 奈良商工会議所
- 奈良県商工連合会
- 奈良県旅館・ホテル生活衛生同業組合
- 桜井市
- 御所市
- 奈良信用金庫
- 公益社団法人奈良市観光協会
- 宇陀市
- 奈良テレビ放送株式会社
- 御杖村
- 王寺町
- 嶺北地域観光・交流推進協議会(高知県)
- 明日香村
- 斑鳩町
- 天理市
- 香芝市
- 上牧町
- 広陵町
- 生駒市
- 公立大学法人宮城大学
- 特定非営利活動法人奈良NPOセンター
- 奈良市地球温暖化対策地域協議会
- 大和郡山市
- 一般社団法人大和郡山市観光協会
- 国立大学法人福井大学
- 三宅町
- 五條市

### 関連校
- 奈良県立医科大学

## 附属学校
- 奈良県立大学附属高等学校[8] - 2022年（令和4年）4月に開校（奈良県立西の京高等学校の校地に併設）2025年(令和7年)4月より内部進学コースの生徒約50人が奈良県立大学地域創造学部地域創造学科に編入する見込み。